# Маккензи, Эндрю (модельер)
Э́ндрю Макке́нзи (англ. Andrew Mackenzie) — британский модельер, живёт и работает в Милане.

## Биография
Работал в таких компаниях как Benetton, Converse, Iceberg, Les Copains, Bluemarine, United Force Millennium. В 1998 году была основана компания и одноименный бренд — AMK (Andrew Mackenzie), под которым выпускается одежда, обувь, аксессуары и парфюмерия. В начале 2005 года Эндрю передал творческое лидерство в бренде немецкому дизайнеру Тому Рейблу и ушёл из компании. В 2006 году начал кампанию «Мода за миролюбие», в рамках которой призывал Израиль и организацию «Хамаз» использовать его коллекции в установлении мирных отношений..

## Особенности стиля
- небрежность
- ирония
- низкие проймы
- свободные кардиганы
- пиджаки в клетку
- рок-н-рольность образов
- авангардные мужские джинсы
- сочетание эстетики панков и сексуальности
- стиль rockabilly
- культура поколения MTV[3]
- «шокирующий» стиль[4]